# Măgura-Toplița, Hunedoara
Măgura-Toplița este un sat în comuna Certeju de Sus din județul Hunedoara, Transilvania, România. Se află în partea central-nordică a județului, în Munții Metaliferi. La recensământul din 2002 avea o populație de 128 iar la recensământul din 2011 avea o populație de 114 locuitori.

## Istoric
Zona este vestită pentru rezervele aurifere. În epoca romană au existat aici exploatări de aur. 
1. Vestigii preistorice.
a) Aici s-a descoperit un celt din bronz.  
b) Din sat provin fragmente ceramice aparținând culturii Starčevo-Criș.  
2. Situri arheologice cu stratigrafie complexă.
a) Punctul Dealul Măgulicea.
De aici provin fragmente ceramice aparținând culturii Turdaș cu elemente precucuteniene, dar și Coțofeni.
În Muzeul de istorie clujean există materiale de epocă romană ca provenind din acest loc.  
3. Mine și cariere.
a) Mina de aur Măgura-Toplița.
Mina se află în Munții Metaliferi, bazinul Mureșului, Valea Geoagiu.
Obiectivul a fost exploatat în epoca romană, dar și în cea medievală